# Amahuaka variegata
Amahuaka variegata är en insektsart som beskrevs av Nielson 1995. Amahuaka variegata ingår i släktet Amahuaka och familjen dvärgstritar. Inga underarter finns listade i Catalogue of Life.